# Ipomoea piresii
Ipomoea piresii är en vindeväxtart som beskrevs av O'donell. Ipomoea piresii ingår i släktet praktvindor, och familjen vindeväxter. Inga underarter finns listade i Catalogue of Life.